# Great Skills
Great Skills, född 9 maj 2018, är en svensk varmblodig travhäst. Hon tränas och körs sedan 2022 av Daniel Wäjersten. Hon tränades innan av Hans-Owe Sundberg.

## Bakgrund
Great Skills är ett mörkbrunt sto efter Ready Cash och under Prowess Kronos (efter Andover Hall). Hon föddes upp av Julinus AB, m.fl. och ägs av Bro Byggnads AB.

## Karriär
Great Skills började tävla i juni 2021 och var obesegrad i sina fem första starter. Hon har till augusti 2023 sprungit in 5 055 000 kronor på 21 starter varav 12 segrar, 3 andraplatser och 1 tredjeplats. Hon har tagit karriärens hittills största segrar i Stochampionatet (2022) och Europeiskt championat för ston (2023). Hon har även segrat i Sto-SM (2023, 2024).
Då hon segrade i Stochampionatet på Axevalla travbana den 24 juli 2022, gjorde hon det på tiden 1.12,5 över 2 640 meter, vilket var nytt världsrekord för fyraåriga ston över lång distans, autostart och tusenmetersbana.